# Kappelsberg

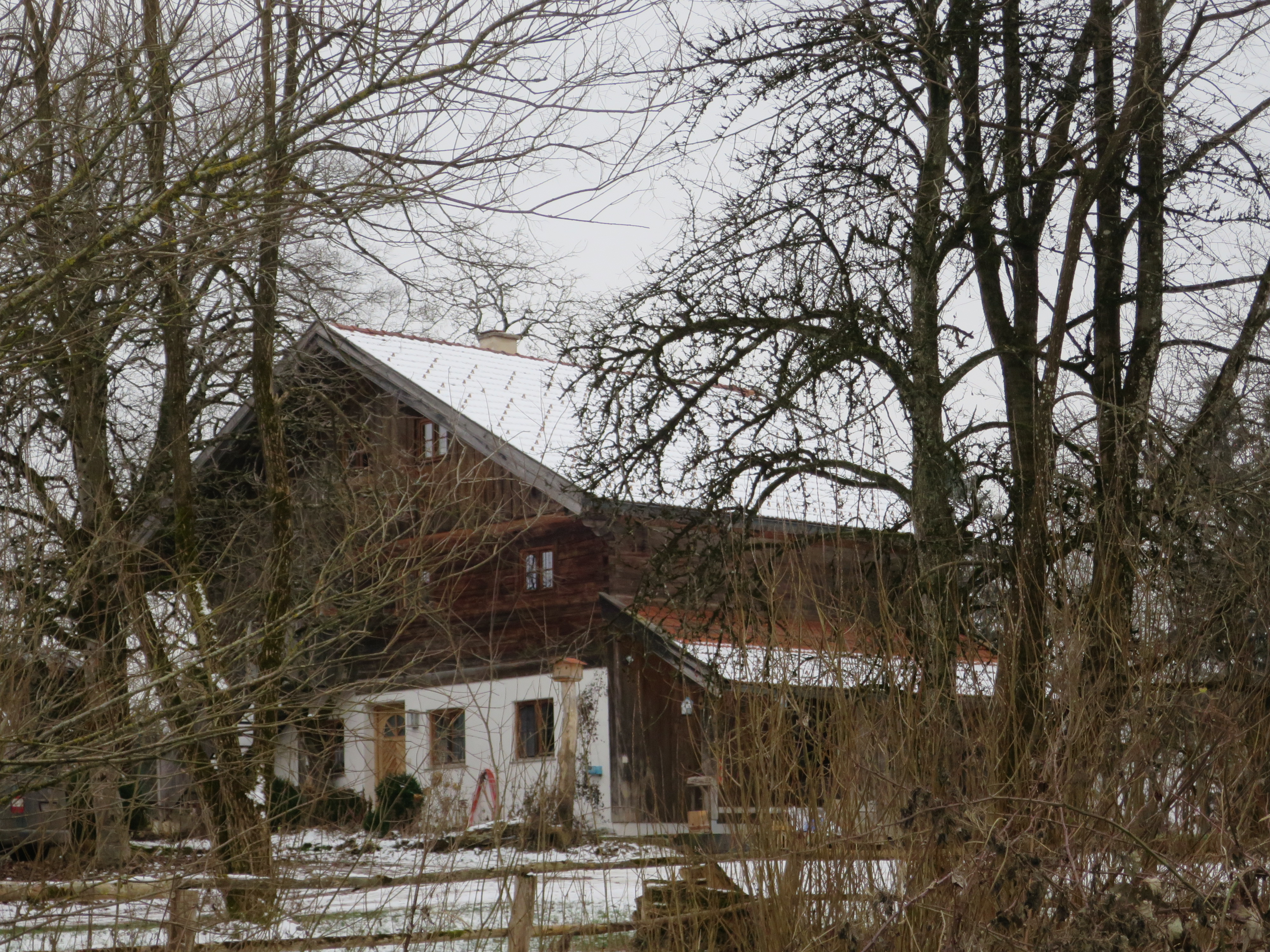
Getreidekasten Kappelsberg

Kappelsberg ist ein Ortsteil der oberbayerischen Gemeinde Dietramszell im Landkreis Bad Tölz-Wolfratshausen. Die Einöde liegt etwa drei Kilometer westlich von Dietramszell.

## Gebietsreform in Bayern
Die Einöde gehörte bis 1971 zur Gemeinde Manhartshofen, die sich am 1. Januar 1972 mit den Gemeinden Baiernrain, Dietramszell, Föggenbeuern und Linden zusammenschloss. Die Gemeinde erhielt durch Bürgervotum den Namen Dietramszell. Mit der Auflösung des Landkreises Wolfratshausen kam der Ort am 1. Juli 1972 zum Landkreis Bad Tölz-Wolfratshausen (Namensführung bis 30. April 1973: Landkreis Bad Tölz).

## Einwohner
Im Jahr 1871 wohnten im Ort sieben Personen, bei der Volkszählung 1987 wurden sechs Einwohner registriert.

## Baudenkmäler
- Hofkapelle, erbaut 1707
- Getreidekasten 2. Hälfte 17. Jahrhundert